# Talbiyah
La Talbiyah (en árabe: ٱلتَّلبِيَة‎, at-Talbīyah) es una oración musulmana invocada por los peregrinos como una convicción de que tienen la intención de llevar a cabo el Hach (la principal peregrinación en el Islam) solo para la gloria de Alá. La Talbiyah se invoca repetidamente durante el Hach, o peregrinación, al entrar en el estado de Ihram, para que los peregrinos puedan purificarse y deshacerse de las preocupaciones mundanas.
El texto de la Talbiyah es:
لَبَّيْكَ ٱللَّٰهُمَّ لَبَّيْكَ، لَبَّيْكَ لَا شَرِيكَ لَكَ لَبَّيْكَ، إِنَّ ٱلْحَمْدَ وَٱلنِّعْمَةَ لَكَ وَٱلْمُلْكَ لَا شَرِيكَ لَكَ
“Heme aquí [a tu servicio] Oh, Dios, heme aquí. Heme aquí [a tu servicio]. No tienes par (otros dioses). Solo a Ti es toda alabanza y toda excelencia, y a Ti toda soberanía. No tienes par.”
La versión chiita de la talbiyah es exactamente la misma que la sunita, pero termina con un "Labbayk" ("heme aquí") adicional.
No hay consenso entre los gramáticos del árabe respecto al origen de la expresión labbayka. La explicación más prevalente la analiza como el sustantivo verbal (maṣdar) labb (que significa quedarse en un sitio) + ay (forma oblicua de lo dual en el constructo) + ka (sufijo masculino singular en la segunda persona). Se afirma que lo dual indica repetición y frecuencia. Por lo tanto, labbayka significa literalmente algo como "me aferraré a obedecerte una y otra vez." Talbiyah es el sustantivo verbal de labbá, que significa pronunciar esta oración.